# Bactrododema centaurum
Bactrododema centaurum är en insektsart som först beskrevs av John Obadiah Westwood 1859.  Bactrododema centaurum ingår i släktet Bactrododema och familjen Diapheromeridae. Inga underarter finns listade.